# Pan-Amerikaans kampioenschap dammen
Het Pan-Amerikaans kampioenschap dammen is het continentale damkampioenschap van de Amerikaanse werelddelen en de Caraïben. De eerste drie à vier spelers kwalificeren zich automatisch voor het wereldkampioenschap. Het werd in 1980 voor het eerst gespeeld en wordt georganiseerd door de Pan-Amerikaanse Damfederatie.

## Recordwinnaars
|   | Naam                    | Aantal | Jaren                        |
| - | ----------------------- | ------ | ---------------------------- |
| 1 | Allan Igor Moreno Silva | 5      | 2011, 2013, 2015, 2016, 2024 |
| 2 | Iser Koeperman          | 4      | 1983, 1985, 1987, 1995       |
| 3 | Guno Burleson           | 3      | 1993, 1997, 2018             |
| 4 | Alexander Mogiljanski   | 2      | 1992, 2005                   |
| 4 | Ricardo Pierre          | 2      | 2007, 2009                   |

## Eregalerij
| JaarQ | Locatie            | Goud                    | Zilver                                       | Brons                                          |
| ----- | ------------------ | ----------------------- | -------------------------------------------- | ---------------------------------------------- |
| 1980  | Paramaribo         | Bernard Robillard       | Iser Koeperman                               | Anatoli Weltman                                |
| 1981  | Port-au-Prince     | Vladimir Kaplan         | Anatoli Weltman                              | Eduard Autar                                   |
| 1983  | Philadelphia       | Iser Koeperman          | Vladimir Kaplan                              | Eduard Autar                                   |
| 1985  | Ituiutaba          | Iser Koeperman          | Jose Leandro Teixeira Borba                  | Eduard Autar                                   |
| 1987  | Amparo             | Iser Koeperman          | John Sadiek                                  | Jose Maria Silva Filho                         |
| 1992  | Willemstad         | Alexander Mogiljanski   | Iser Koeperman                               | François Coussel                               |
| 1993  | Goiânia            | Guno Burleson           | Iser Koeperman                               | John Sadiek                                    |
| 1995  | Águas de Lindóia   | Iser Koeperman          | Evgeni Skliarov                              | François Coussel                               |
| 1997  | Paramaribo         | Guno Burleson           | Alexander Mogiljanski                        | Iser Koeperman                                 |
| 1999  | Willemstad         | Johan Koster            | Iser Koeperman                               | Kelvin Adam Andall                             |
| 2002  | Saint Andrew       | Vladimir Veitsman       | Frantz Forbin / Kelvin Adam Andall           | Frantz Forbin / Kelvin Adam Andall             |
| 2004  | Cap-Haïtien        | Anthony Alexandre       | Shang Wong Louiceus                          | Ricardo Pierre / Alix Louis / Fabrice Maggiore |
| 2005  | Montreal           | Alexander Mogiljanski   | Shang Wong Louiceus                          | Jose Maria Silva Filho                         |
| 2007  | Sao Paulo          | Ricardo Pierre          | Jose Maria Silva Filho                       | Alexander Rudnitsky                            |
| 2009  | Sao Caetano do Sul | Ricardo Pierre          | John Sadiek / Viveiros Brandao Jogao Batista | John Sadiek / Viveiros Brandao Jogao Batista   |
| 2011  | Willemstad         | Allan Igor Moreno Silva | Alexander Mogiljanski                        | Guno Burleson                                  |
| 2013  | Port of Spain      | Allan Igor Moreno Silva | Nicolas Derival                              | Angel Rafael Mejia / Dickson Maughn            |
| 2015  | Sao Sebastiano     | Allan Igor Moreno Silva | Frantz Forbin                                | Guno Burleson                                  |
| 2016  | Águas de Lindóia   | Allan Igor Moreno Silva | Souleymane Keita                             | Marcio Aurelio Silva Cabral                    |
| 2018  | Willemstad         | Guno Burleson           | Allan Igor Moreno Silva                      | Deibi Martes                                   |